# The Collection (The Alan Parsons Project)
The Collection è una raccolta del gruppo progressive rock britannico The Alan Parsons Project, pubblicata nel novembre del 2010 dalla Camden e dalla Sony Music.

## Descrizione
La raccolta è una selezione di sedici tra i migliori brani del The Alan Parsons Project, fondato nel 1975 da Alan Parsons ed Eric Woolfson. I brani sono estratti da sette album del gruppo con ben sette brani dal solo album Eye in the Sky. I tre album non presi in considerazione nella compilation sono Tales of Mystery and Imagination, Stereotomy e Gaudi.
La quantità di brani estratti da ogni album è la seguente:
- 2 da I Robot del 1977
- 2 da Pyramid del 1978
- 1 da Eve del 1979
- 1 da The Turn of a Friendly Card del 1980
- 7 da Eye in the Sky del 1982
- 1 da Ammonia Avenue del 1984
- 2 da Vulture Culture del 1985

I brani strumentali sono cinque.

## Tracce
Testi e musiche di Eric Woolfson e Alan Parsons; edizioni musicali Camden.
1. Sirius (Eye in the Sky - 1982) – 1:57 – Strumentale
2. Eye in the Sky (Eye in the Sky - 1982) – 4:53 – Voce: Eric Woolfson
3. Mammagamma (Eye in the Sky - 1982) – 3:34 – Strumentale
4. I Wouldn't Want To Be Like You (I Robot - 1977) – 3:23 – Voce: Lenny Zakatek
5. Some Other Time (I Robot . 1977) – 4:06 – Voce: Peter Straker e Jaki Whitren
6. In The Lap Of The Gods (Pyramid - 1978) – 5:29 – Strumentale
7. Lucifer (Eve - 1979) – 5:03 – Strumentale
8. Nothing Left To Lose (The Turn of a Friendly Card - 1980) – 4:03 – Voce: Eric Woolfson
9. Silence And I (Eye in the Sky - 1982) – 7:17 – Voce: Eric Woolfson
10. Old and Wise (Eye in the Sky - 1982) – 4:57 – Voce: Colin Blunstone
11. Don't Answer Me (Ammonia Avenue - 1984) – 4:13 – Voce: Eric Woolfson
12. Hawkeye (Vulture Culture - 1985) – 3:48 – Strumentale
13. What Goes Up (Pyramid - 1978) – 3:31 – Voce: David Paton, Colin Blunstone e Dean Ford
14. Days Are Numbers (The Traveller) (Vulture Culture - 1985) – 4:26 – Voce: Chris Rainbow
15. Gemini (Eye in the Sky - 1982) – 2:09 – Voce: Chris Rainbow
16. Psychobabble (Eye in the Sky - 1982) – 4:50 – Voce: Elmer Gantry

Durata totale: 67:39